# Zigeunerlieder
Lo Zigeunerlieder (Canzoni gitane), op. 103 e op.112 nn. 3–6, è un ciclo di canzoni per quattro cantanti (o coro) e pianoforte di Johannes Brahms. L'op. 103 nn. 1–7 e 11 esiste anche in un arrangiamento per voce solista e pianoforte realizzato dallo stesso Brahms. I testi sono canzoni popolari ungheresi in un adattamento tedesco di Hugo Conrat (in origine Hugo Cohn, 1845-1906), un membro della cerchia di Brahms a Vienna. La prima traduzione dei testi fu fatta dalla bambinaia ungherese della famiglia Conrat.

## Storia
I primi undici brani del ciclo, che formavano una storia ben collegata, furono messi in musica da Brahms durante la sua estate a Thun nel 1887 o nell'inverno 1887/88, subito durante un soggiorno a Budapest. Altre quattro canzoni seguirono nel 1891 e furono pubblicate insieme ai quartetti di canzoni Sehnsucht e Nächtens (testo di Franz Theodor Kugler), che non avevano alcun collegamento con lo Zigeunerlieder, ma nondimeno furono messe insieme per formare l'op. 112 di Brahms.
Nel complesso delle opere di Brahms lo Zigeunerlieder può essere visto, da un lato, come una controparte vocale delle Danze ungheresi e, dall'altro, come controparte esotica dei più noti Liebeslieder-Walzer Opp. 52 e 65.
La prima esecuzione pubblica delle canzoni op. 103 fu il 31 ottobre 1888 a Berlino, con grande successo, anche se la presentazione dell'opera in una sala da concerto presentava al compositore alcuni pensieri negativi, perché Brahms aveva concepito il suo lavoro genuinamente per quartetti di solisti e aveva pensato a spettacoli in casa. Tuttavia le canzoni sono adatte anche per cori (piccoli), in particolare se legate al suono potente dei pianoforti moderni. Di conseguenza le esibizioni dei cori in concerto sono ormai la regola. Le rappresentazioni in CD sono, invece, spesso eseguite da solisti.

## Elenco delle canzoni
Zigeunerlieder, Op. 103
1. He, Zigeuner, greife in die Saiten
2. Hochgetürmte Rimaflut
3. Wißt ihr, wann mein Kindchen
4. Lieber Gott, du weißt
5. Brauner Bursche führt zum Tanze
6. Röslein dreie in der Reihe
7. Kommt dir manchmal in den Sinn
8. Horch, der Wind klagt in den Zweigen
9. Weit und breit schaut niemand mich an
10. Mond verhüllt sein Angesicht
11. Rote Abendwolken ziehn

Vier Zigeunerlieder, Op. 112
1. Himmel strahlt so helle
2. Rote Rosenknospen künden
3. Brennessel steht an Weges Rand
4. Liebe Schwalbe, kleine Schwalbe